# Liste der Kulturdenkmale in Lindewerra
Die Liste der Kulturdenkmale in Lindewerra umfasst die als Ensembles, Einzeldenkmale und Bodendenkmale erfassten Kulturdenkmale in der thüringischen Gemeinde Lindewerra und ihrer Ortsteile (Stand: 11. Februar 2025).
Die Angaben in der Liste ersetzen nicht die rechtsverbindliche Auskunft der zuständigen Denkmalschutzbehörde.

## Legende
- Bild: zeigt ein Bild des Kulturdenkmals und gegebenenfalls einen Link zu weiteren Fotos des Kulturdenkmals im Medienarchiv Wikimedia Commons
- Bezeichnung: Name, Bezeichnung oder die Art des Kulturdenkmals
- Lage: Wenn vorhanden Straßenname und Hausnummer des Kulturdenkmals; Grundsortierung der Liste erfolgt nach dieser Adresse. Der Link Karte führt zu verschiedenen Kartendarstellungen und nennt die Koordinaten des Kulturdenkmals.
 Kartenansicht, um Koordinaten zu setzen – in dieser Kartenansicht sind Kulturdenkmale ohne Koordinaten mit einem roten bzw. orangen Marker dargestellt und können in der Karte gesetzt werden. Kulturdenkmale ohne Bild sind mit einem blauen bzw. roten Marker gekennzeichnet, Kulturdenkmale mit Bild mit einem grünen bzw. orangen Marker.
- Datierung: gibt das Jahr der Fertigstellung beziehungsweise das Datum der Erstnennung oder den Zeitraum der Errichtung an
- Beschreibung: bauliche und geschichtliche Einzelheiten des Kulturdenkmals, vorzugsweise die Denkmaleigenschaften
- ID: Die ID identifiziert das Kulturdenkmal eindeutig. In Thüringen sind aktuell keine IDs veröffentlicht. In der ID-Spalte kann sich auch folgendes Icon  befinden, dies führt zu Angaben zu diesem Kulturdenkmal bei Wikidata.

## Ensemble
| Bild                                    | Bezeichnung           | Lage | Datierung | Beschreibung | ID |
| --------------------------------------- | --------------------- | --- | --------- | ------------ | -- |
| Direkt Bild zu diesem Denkmal hochladen | Historischer Ortskern | Dorfstraße 38–41, 43–52, 63–70; Am Rasen 7, 8, 10, 14, 14a, 15, 21, 27, 28; Hirtenrasen 52–61; Kirchstraße 23–26, 42; Ludwig-Wagner-Straße 31–37; Mittelgasse 16, 18–20 Flur 4 / Flurstück(e) 341/2, 464, 692/391, 385/2, 542/336, 402/3, 548/393, 374/3, 331, 547/336, 328/1, 691/391, 383/2, 400/1, 546/336, 364/10, 545/336, 555/379, 387, 326, 690/391, 334/1, 551/394, 329, 646/339, 341/3, 374/2, 645/339, 507/392, 384/1, 390, 356/2, 457, 355, 693/391, 466, 324; Flur 4 / Flurstück(e) 468, 557/398, 351, 399, 382, 381, 323/2, 371/1, 374/4, 334/2, 353/5, 385/4, 333, 526/404, 401, 383/3, 395, 470, 344, 558/402, 356/3, 328/2, 544/336, 332, 342; Flur 4 / Flurstück(e) 354, 370, 402/2, 337, 369/1, 327, 353/4, 350, 347/2, 463/1, 325, 385/5, 388, 358, 338, 343, 642/335, 349, 394/1, 385/3, 543/336, 636/345, 457/1, 383/1, 352/2, 467, 465, 463/4, 386, 352/3 |           |              |    |

## Einzeldenkmale
| Bild                                    | Bezeichnung                                                                   | Lage                                                                                      | Datierung | Beschreibung | ID |
| --------------------------------------- | ----------------------------------------------------------------------------- | ----------------------------------------------------------------------------------------- | --------- | ------------ | -- |
| Direkt Bild zu diesem Denkmal hochladen | Wegweiserstein                                                                | Am Gänseknippel o. Nr. Flur 3 / Flurstück(e) 233                                          |           |              |    |
| Direkt Bild zu diesem Denkmal hochladen | Wohnhaus                                                                      | Dorfstraße 38 im ENS Historischer Ortskern Flur 4 / Flurstück(e) 327                      |           |              |    |
| Direkt Bild zu diesem Denkmal hochladen | Schule                                                                        | Dorfstraße 41 im ENS Historischer Ortskern Flur 4 / Flurstück(e) 330/2                    |           |              |    |
| Direkt Bild zu diesem Denkmal hochladen | Wohnhaus und Nebengebäude                                                     | Dorfstraße 43 im ENS Historischer Ortskern Flur 4 / Flurstück(e) 389                      |           |              |    |
| Direkt Bild zu diesem Denkmal hochladen | Wohnhaus                                                                      | Dorfstraße 45 im ENS Historischer Ortskern Flur 4 / Flurstück(e) 337                      |           |              |    |
| Direkt Bild zu diesem Denkmal hochladen | Gehöft                                                                        | Dorfstraße 49 im ENS Historischer Ortskern Flur 4 / Flurstück(e) 342                      |           |              |    |
| Direkt Bild zu diesem Denkmal hochladen | Wohnhaus                                                                      | Dorfstraße 51 im ENS Historischer Ortskern Flur 4 / Flurstück(e) 348                      |           |              |    |
| Direkt Bild zu diesem Denkmal hochladen | Feuerwehrgerätehaus                                                           | Dorfstraße o. Nr. im ENS Historischer Ortskern Flur 4 / Flurstück(e) 330/1                |           |              |    |
| weitere Bilder Fotos hochladen          | Kemenate                                                                      | Kirchstraße 24 im ENS Historischer Ortskern Flur 4 / Flurstück(e) 326                     |           |              |    |
| Direkt Bild zu diesem Denkmal hochladen | Wohnhaus                                                                      | Kirchstraße 26 im ENS Historischer Ortskern Flur 4 / Flurstück(e) 546/336                 |           |              |    |
| weitere Bilder Fotos hochladen          | Kirche mit Ausstattung, Kirchhof und Einfriedung / Ev. Filialkirche St. Maria | Kirchstraße 42 Flur 4 / Flurstück(e) 331 (Karte)                                          |           |              |    |
| Direkt Bild zu diesem Denkmal hochladen | Wohnhaus                                                                      | Ludwig-Wagner-Straße 33 Flur 4 / Flurstück(e) 548/393                                     |           |              |    |
| Direkt Bild zu diesem Denkmal hochladen | Gasthaus mit Wirtschaftsgebäude / Zum weißen Roß                              | Ludwig-Wagner-Straße 36 Flur 4 / Flurstück(e) 329                                         |           |              |    |
| Direkt Bild zu diesem Denkmal hochladen | Brücke / Werrabrücke                                                          | Straße der Einheit o. Nr. Flur 4 / Flurstück(e) 144/2, 475/1, 479/10, 479/9, 479/5, 475/2 |           |              |    |

## Bodendenkmale
| Bild                                    | Bezeichnung | Lage | Datierung | Beschreibung | ID |
| --------------------------------------- | ----------- | --- | --------- | ------------ | -- |
| Direkt Bild zu diesem Denkmal hochladen | Kemenate    | Nordwestteil der Dorflage, unmittelbar nördl. der Kirche und östl. der Werra. Flur 4 / Flurstück(e) 326, 327 |           |              |    |